# Cantonul Aigues-Mortes
Cantonul Aigues-Mortes este un canton din arondismentul Nîmes, departamentul Gard, regiunea Languedoc-Roussillon, Franța.

## Comune
- Aigues-Mortes (reședință)
- Le Grau-du-Roi
- Saint-Laurent-d'Aigouze